# 5 Years Time (Sun Sun Sun)
5 Years Time (Sun Sun Sun) (na de single-release doorgaans, ook op het album, aangeduid als 5 Years Time) is de eerste single van de Engelse folkgroep Noah and the Whale. De single stamt uit 2007, maar kwam in 2008 opnieuw op de markt.

## Muziekvideo
In de muziekvideo, geregisseerd door James Copeman, treden de bandleden op in een voetbalstadion en dansen en spelen ze in het park. De stijl van de video doet denken aan die van een Wes Anderson-video; er wordt onder andere eenzelfde lettertype gebruikt.